# Eugène de Jonquières
Pour les articles homonymes, voir Jonquières.
Eugène de Fauque de Jonquières, né le 24 juin 1850 à Grasse (Alpes-Maritimes) et mort le 24 juillet 1919 à Paris, est un amiral français des XIXe et XXe siècles. Il est également poète et dessinateur et l'un des grands amis de l'écrivain Pierre Loti, rencontré à l'École navale de Brest en 1867.
Vice-amiral, grand-croix de la Légion d'honneur, il est chef d'état-major général de la marine du 8 juin 1915 au 9 mars 1916.

## Biographie
Il est le fils d'Ernest de Jonquières, amiral, mathématicien et homme de lettres français, grand officier de la Légion d'honneur, membre de l'Académie des sciences (1884).
En 1867, il sort major de l'École navale. Il est attaché naval à Berlin en 1906. Il devient commandant en chef de l'escadre de la Méditerranée en 1909. En 1911, il est ambassadeur extraordinaire lors du couronnement du roi George V. En juin 1915, il est nommé chef d'état major général de la Marine.
Dans la préface du recueil de poèmes écrit par Eugène de Jonquières, l'écrivain Pierre Loti, issu de la même promotion de l'École navale, écrit : « Votre avenir était déjà pronostiqué de tous, on disait couramment : Jonquières sera le premier amiral de notre promotion, et vous l'avez été le premier et le plus brillant ».
Eugène de Jonquières épouse Marie Amic en décembre 1876, avec qui il a cinq enfants : Madeleine (1879 - 1938), Germaine (1883 - 1946), Marthe (1885 - 1969), Marie-Thérèse (1889 - 1974) et Albert (1895 - 1958).

## Campagnes
- 1878 : Campagne du Pacifique[Laquelle ?]
- 1883 : Expédition du Tonkin
- 1884 : Bataille de Fou Tchéou
- 1892 : Campagne de la Mer de Chine[Laquelle ?]
- 1903 : Campagne d'Extrême-Orient[Laquelle ?]

## Œuvres dans les collections publiques

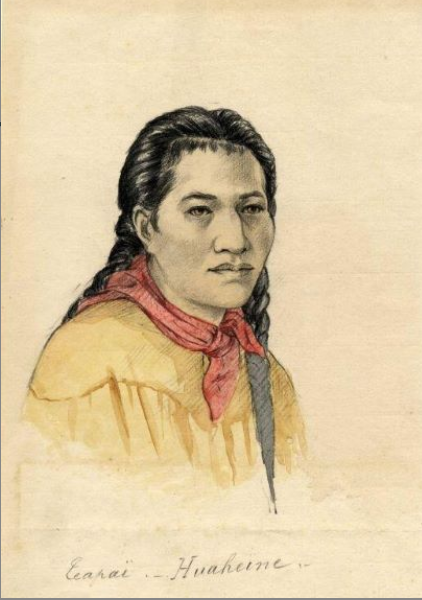
Teapaï - Huaheïne, portrait de femme, musée des Beaux-Arts de Chartres.

Le musée des Beaux-Arts de Chartres conserve seize de ses dessins référencés dans la plateforme ouverte du patrimoine, dont :
- Maraou, reine de Tahiti en 1880, cinq ans après son mariage avec Pomaré V, fusain sur carton, 31 × 18,5 cm ;
- Manini, sœur de la reine de Tahiti, fusain sur carton, 31,7 × 20,6 cm ;
- Pomaré V, roi de Tahiti, fusain sur carton, 22,5 × 15,5 cm ;
- Tahitienne, fusain sur papier, 50,5 × 39,4 cm ;
- Lac de Vahiria, une mer morte perdue dans les montagnes du centre, Tahiti, fusain sur papier, 24 × 32 cm ;
- Vue du mouillage de Rapa, fusain sur papier, 40,6 × 59,5 cm ;
- Mahiahana ; danseuse d'Atuona, iles Marquises, fusain sur papier, 47,2 × 31,2 cm ;
- Danseur marquisien, fusain sur papier, 41,5 × 29,7 cm ;
- Teapaï - Huaheïne, portrait de femme de Polynésie française, aquarelle sur papier, 23,5 × 20,4 cm ;
- Taïpihau ; Anaïapa, portrait d'homme tatoué de Polynésie française, fusain sur papier, 38,3 × 27,8 cm ;
- Main tatouée, Polynésie française, fusain sur papier, 16,2 × 9,5 cm.

## Distinctions
- Grand officier de la Légion d'honneur, 1910 ;
- Prix Archon-Despérouses de l'Académie française, Poésies d'un marin, 1912[1],[4] ;
- Grand-croix de la Légion d'Honneur, 1915.

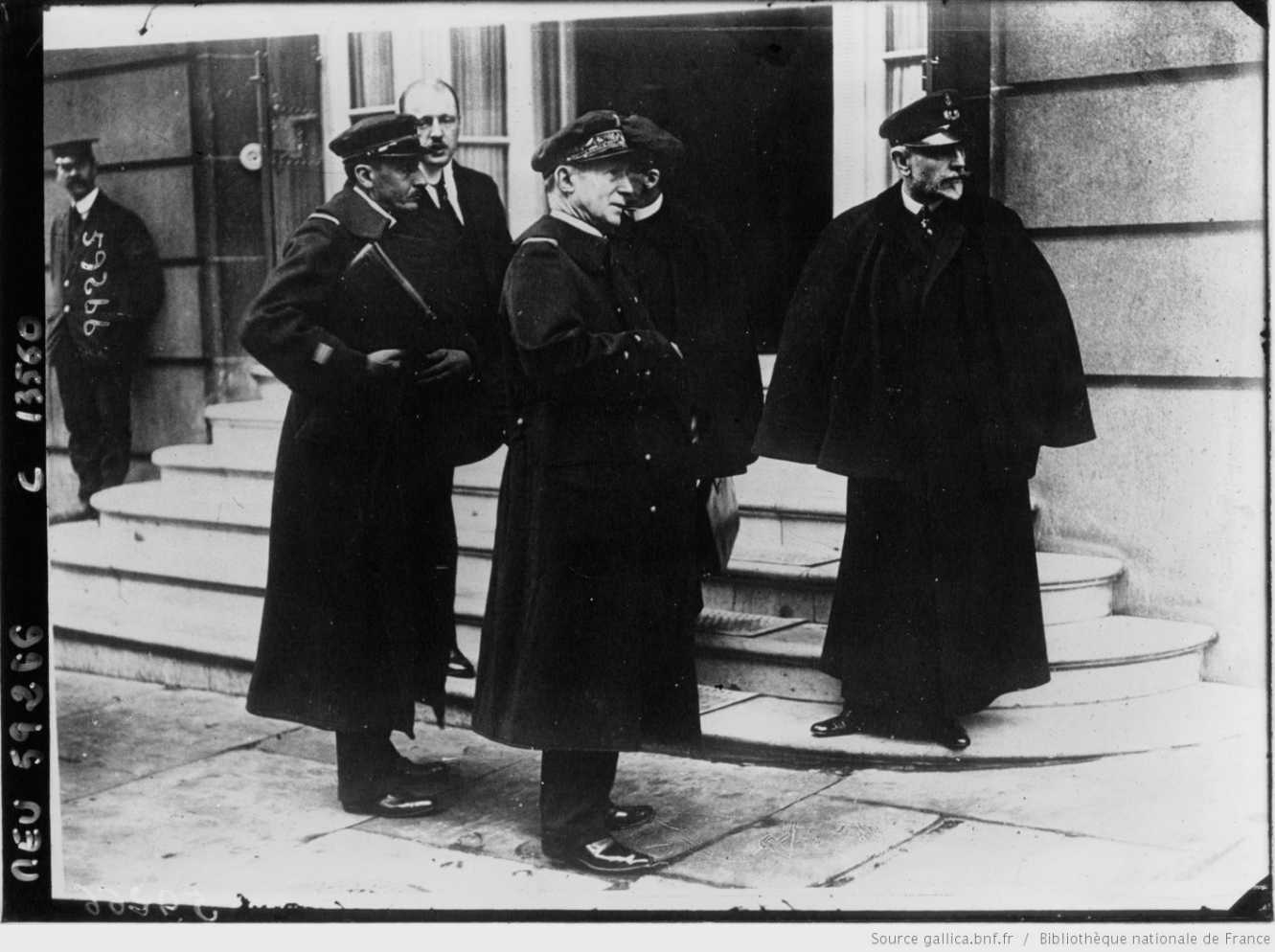
Les ministres français à Londres, l'amiral Lacaze et le vice-amiral de Jonquières, chef de l’état-major de la Marine, 1916.

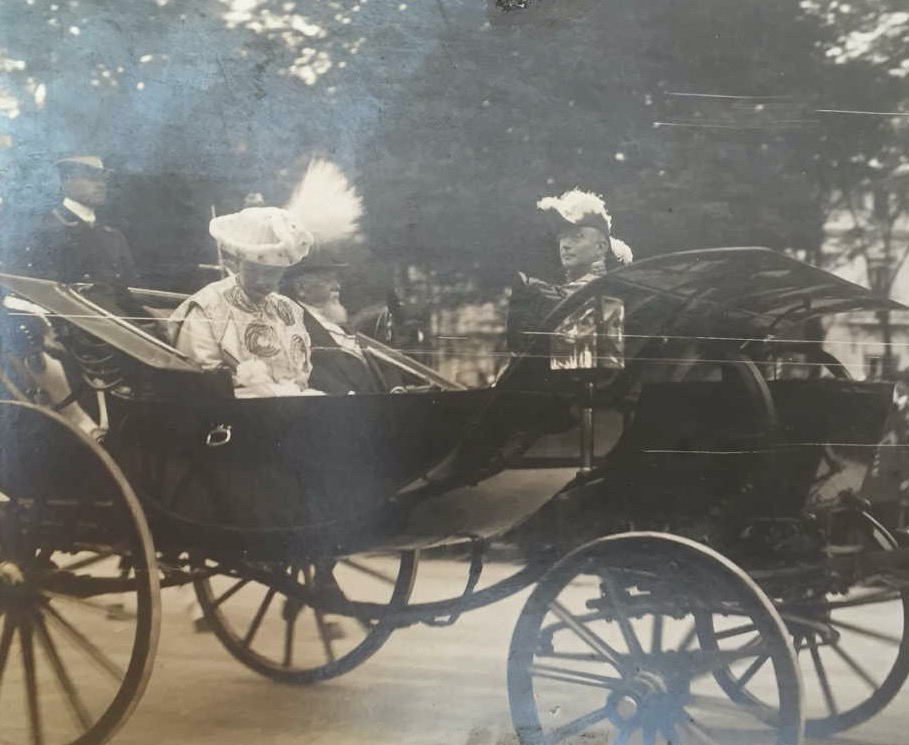
En compagnie du président Fallières et de la reine Whilelmine en visite officielle, 1912.